# Bamberger Basketball 2017-2018
Questa voce raccoglie le informazioni riguardanti il Bamberger Basketball nelle competizioni ufficiali della stagione 2017-2018.

## Stagione
La stagione 2017-2018 del Bamberger Basketball è la 44ª nel massimo campionato tedesco di pallacanestro, la Basketball-Bundesliga.

## Roster
Aggiornato al 27 settembre 2021
| Brose Bamberg 2017-18 | Brose Bamberg 2017-18 |
| Giocatori             | Staff tecnico         |
| --------------------- | --------------------- |

| N. | Naz.                                        | Ruolo | Nome                   | Anno | Alt.   | Peso   |  |
| -- | ------------------------------------------- | ----- | ---------------------- | ---- | ------ | ------ |  |
| 0  | Italia (bandiera)                           | PG    | Daniel Hackett         | 1987 | 197 cm | 96 kg  |  |
| 0  | Germania (bandiera)                         | G     | Nicolas Wolf           | 1999 | 195 cm | 89 kg  |  |
| 1  | Stati Uniti (bandiera)                      | AG    | Quincy Miller          | 1992 | 208 cm | 107 kg |  |
| 2  | Stati Uniti (bandiera) · Georgia (bandiera) | P     | Ricky Hickman          | 1985 | 189 cm | 88 kg  |  |
| 3  | Stati Uniti (bandiera)                      | AG    | Dorell Wright          | 1985 | 206 cm | 95 kg  |  |
| 6  | Grecia (bandiera)                           | PG    | Nikos Zīsīs            | 1983 | 197 cm | 94 kg  |  |
| 7  | Slovenia (bandiera)                         | P     | Aleksej Nikolić        | 1995 | 191 cm | 92 kg  |  |
| 8  | Germania (bandiera)                         | G     | Lucca Staiger          | 1988 | 196 cm | 93 kg  |  |
| 9  | Serbia (bandiera)                           | AG    | Luka Mitrović          | 1993 | 206 cm | 102 kg |  |
| 11 | Germania (bandiera)                         | G     | Malik Müller           | 1994 | 190 cm | 98 kg  |  |
| 12 | Germania (bandiera)                         | P     | Maodo Lô               | 1992 | 191 cm | 82 kg  |  |
| 16 | Germania (bandiera)                         | AP    | Louis Olinde           | 1998 | 205 cm | 83 kg  |  |
| 17 | Nigeria (bandiera) · Germania (bandiera)    | C     | Eddy Edigin            | 1995 | 202 cm | 102 kg |  |
| 20 | Germania (bandiera)                         | A     | Elias Harris (C)       | 1989 | 203 cm | 108 kg |  |
| 21 | Stati Uniti (bandiera)                      | AG    | Augustine Rubit        | 1989 | 203 cm | 107 kg |  |
| 24 | Australia (bandiera)                        | PG    | William McDowell-White | 1998 | 196 cm | 84 kg  |  |
| 33 | Germania (bandiera)                         | AP    | Patrick Heckmann       | 1992 | 198 cm | 95 kg  |  |
| 42 | Serbia (bandiera)                           | C     | Dejan Musli            | 1991 | 213 cm | 119 kg |  |
| 43 | Croazia (bandiera) · Germania (bandiera)    | C     | Leon Radošević         | 1990 | 208 cm | 112 kg |  |
| 44 | Stati Uniti (bandiera)                      | G     | Bryce Taylor           | 1986 | 195 cm | 95 kg  |  |

| Allenatore |
| - Andrea Trinchieri (fino al 19 febbraio) - Īlias Kantzourīs (dal 20 febbraio fino al 3 marzo) - Luca Banchi (dal 3 marzo)    |
| Assistente/i |
| - Īlias Kantzourīs (fino al 20 febbraio e dal 3 marzo) - Federico Perego Legenda - (C) Capitano - (IN) Inattivo - Infortunato |

## Mercato

### Sessione estiva
| Acquisti | Acquisti               | Acquisti         | Acquisti      | Acquisti |
| R.       | Nome                   | da               | Modalità      |          |
| -------- | ---------------------- | ---------------- | ------------- | -------- |
| AG       | Augustine Rubit        | Ulma             | definitivo    |          |
| PG       | Daniel Hackett         | Olympiakos       | definitivo    |          |
| G        | Bryce Taylor           | Bayern Monaco    | definitivo    |          |
| AG       | Luka Mitrović          | Stella Rossa     | definitivo    |          |
| P        | Ricky Hickman          | Olimpia Milano   | definitivo    |          |
| PG       | William McDowell-White | Sydney Kings     | definitivo    |          |
| G        | Andreas Obst           | Gießen 46ers     | fine prestito |          |
| AG       | Quincy Miller          | Maccabi Tel Aviv | definitivo    |          |
| G        | Malik Müller           | Baunach          | fine prestito |          |

| Cessioni | Cessioni             | Cessioni          | Cessioni       | Cessioni |
| R.       | Nome                 | a                 | Modalità       |          |
| -------- | -------------------- | ----------------- | -------------- | -------- |
| G        | Jānis Strēlnieks     | Olympiakos        | fine contratto |          |
| C        | Leon Kratzer         | s.Oliver Wurzburg | prestito       |          |
| AP       | Darius Miller        | N.O. Pelicans     | rescissione    |          |
| C        | Uladzimir Verameenka | Nižnij Novgorod   | fine contratto |          |
| AG       | Nicolò Melli         | Fenerbahçe        | fine contratto |          |
| G        | Fabien Causeur       | Real Madrid       | fine contratto |          |
| C        | Daniel Theis         | Boston Celtics    | fine contratto |          |
| G        | Andreas Obst         | Oettinger Rockets | fine contratto |          |
| AP       | Arnoldas Kulboka     | Orlandina         | prestito       |          |
| G        | Jerel McNeal         | Strasburgo        | fine contratto |          |
| C        | Yassin Idbihi        |                   | ritirato       |          |

### Dopo l'inizio della stagione
| Acquisti | Acquisti      | Acquisti | Acquisti        | Acquisti   |
| R.       | Nome          | da       | Data            | Modalità   |
| -------- | ------------- | -------- | --------------- | ---------- |
| AG       | Dorell Wright | Igokea   | 27 ottobre 2017 | definitivo |
| C        | Dejan Musli   | Málaga   | 8 dicembre 2017 | definitivo |

| Cessioni | Cessioni      | Cessioni       | Cessioni         | Cessioni    |
| R.       | Nome          | a              | Data             | Modalità    |
| -------- | ------------- | -------------- | ---------------- | ----------- |
| AG       | Quincy Miller | Free agent     | 20 novembre 2017 | rescissione |
| G        | Malik Müller  | BG 74 Gottinga | 12 dicembre 2017 | rescissione |